# تاداشي ناكامورا (ممثل)
تاداشي ناكامورا (بالكانا:なかむら ただし) هو ممثل ياباني، ولد في 24 ديسمبر 1929 في اليابان.

## أعمال

### أفلام
- (1988) قبر اليراعات
- (2012) أطفال الذئب[3]

## وصلات خارجية
- تاداشي ناكامورا على موقع IMDb (الإنجليزية)
- تاداشي ناكامورا على موقع ألو سيني (الفرنسية)
- تاداشي ناكامورا على موقع ميوزك برينز (الإنجليزية)
- تاداشي ناكامورا على موقع قاعدة بيانات الفيلم (الإنجليزية)
- تاداشي ناكامورا على موقع كينوبويسك (الروسية)
- تاداشي ناكامورا على موقع ANN person (الإنجليزية)